# Raphaël Desroses
Raphaël Desroses (Melun, 18 ottobre 1980) è un ex cestista francese.

## Palmarès
- Match des Champions: 1

Limoges CSP: 2012